# Orchidea nera (film 1917)
Orchidea nera (Black Orchids) è un film muto del 1917 diretto da Rex Ingram. Fu il debutto nella regia di Ingram che avrebbe diretto nel 1922 un remake del film dal titolo Trifling Women.

## Produzione
Il film fu prodotto dalla Bluebird Photoplays (Universal Film Manufacturing Company).
Venne girato in California, negli Universal Studios, al 100 di Universal City Plaza, a Universal City.

## Distribuzione
Distribuito dall'Universal Film Manufacturing Company, il film uscì nelle sale cinematografiche statunitensi il 1º gennaio 1917. In Italia venne distribuito nello stesso anno.
Non si conoscono copie ancora esistenti della pellicola che viene considerata presumibilmente perduta.